# Homohadena dinalda
Homohadena dinalda là một loài bướm đêm trong họ Noctuidae.